# Turó de Buixalleu
El Turó de Buixalleu és una muntanya de 433 metres que es troba al municipi de Sant Feliu de Buixalleu, a la comarca de la Selva.

## Jaciment arqueològic
En el vessant sud-oest del turó diverses prospeccions han permès detectar la presència de materials ceràmics d'època ibèrica. La manca d'elements datables entre aquesta ceràmica no permet però precisar-ne la cronologia.
Per accedir al jaciment cal agafar la carretera de Breda a Arbúcies, GI-522 i a l'alçada del punt quilomètric 11,200, trencar a la dreta, en direcció a Sant Feliu de Buixalleu. Cal seguir per la carretera aproximadament un 3500 m fins a arribar al mas de Can Balari, que es troba just en un pronunciat revolt a l'esquerre. Cal deixar el vehicle a l'entorn del mas i accedir a peu, travessant la carretera, dalt del turó de Buixalleu, el primer que es troba en direcció sud respecte de la casa.
Montserrat Mataró, a la fitxa de la Carta Arqueològica de la comarca realitzada l'any 1985 corresponent va detallar el següent inventari: de ceràmica a mà hi havia 1 fragment de base plana, 1 cordó imprès, 1 mamelló i 31 fragments informes; de ceràmica comuna hi ha la vora d'un vas i 40  fragments informes; també hi ha una vora d'àmfora ibèrica i l'arrencament d'una nansa. També s'han recollit alguns fragments informes de ceràmica grisa de la costa catalana.
Altres autors (Albiol i Burgueño, 1998), citen l'existència d'algunes estructures construïdes que es localitzarien al vessant sud-oest del turó. En concret es tractaria de dos murs que conservarien un alçat superior al metre, molt a prop del cim del turó, i un mur de 9 m de longitud i 1,20 m d'amplada, que podria tractar-se d'una estructura defensiva.